# Régiment d’Espinchal cavalerie
Das Régiment d’Espinchal cavalerie war ein Regiment der schweren Kavallerie, aufgestellt im Königreich Frankreich, im Dienst während des Ancien Régime bis zum Ende des Siebenjährigen Krieges.

## Aufstellung und signifikante Änderungen
- 10. Dezember 1673: Aufstellung als Régiment de Lançon cavalerie
- 1676: Umbenennung in: Régiment de Saint-Simon cavalerie
- 8. August 1679: Auflösung, die nicht davon betroffene Leibkompanie wurde mit Befehl vom 24. August in das Régiment d’Arnolphiny cavalerie eingegliedert
- ?: Wiederaufstellung als Régiment de Saint-Simon cavalerie
- 1693: Umbenennung in: Régiment du Bordage cavalerie
- 1704: Umbenennung in: Régiment de Bouzols cavalerie
- 1719: Umbenennung in: Régiment de Brissac cavalerie
- 1727: Umbenennung in: Régiment de Cossé cavalerie
- 20. Juni 1735: Umbenennung in: Régiment de Fiennes cavalerie
- 1747: Umbenennung in: Régiment de Dampierre cavalerie
- 1759: Umbenennung in: Régiment d’Espinchal cavalerie
- 1. Dezember 1761: Auflösung und Eingliederung in das Régiment de Bourgogne cavalerie

## Mestres de camp
Mestre de camp war die Rangbezeichnung für den Regimentsinhaber und/oder den tatsächlichen Kommandeur. Sollte es sich bei dem Mestre de camp um eine Person des Hochadels handeln, die an der Führung des Regiments kein Interesse hatte (wie z. B. der König oder die Königin) so wurde das Kommando dem Mestre de camp lieutenant (oder Mestre de camp en second) überlassen.
- 10. Dezember 1673: Jean de Pouilly de Lançon[1]
- März 1676: der Comte de Saint-Simon
- 1693: der Comte du Bordage
- 1704: der Marquis de Bouzols
- 1719: der duc de Brissac
- 6. September 1727: Hugues René Thimoléon de Cossé de Brissac, comte de Cossé, Bruder des vorigen[2]
- 20 juin 1735: Charles Maximilien de Fiennes des Vicomtes de Fruges, marquis de Fiennes[3]
- 1744: der Comte de Fiennes
- 1747: der Comte de Dampierre
- 1759: der Marquis d’Espinchal

## Ausstattung

### Standarten
Das Regiment führte bis 1735 vier Standarten aus gelber Seide. Darauf aufgelegt die königliche Sonne mit dem Devisenband des Königs Nec pluribus impar. In den vier Ecken befanden sich gestickte Fleurs de lys.
Alle Zierstickereien sowie die Fransen waren in Gold ausgeführt. Beide Seiten waren gleich.
Danach führte das Regiment vier ponceaurote Standarten mit Dekorationen wie zuvor, wobei beim Régiment de Fiennes cavalerie die Ränder schwarz unterlegt waren.

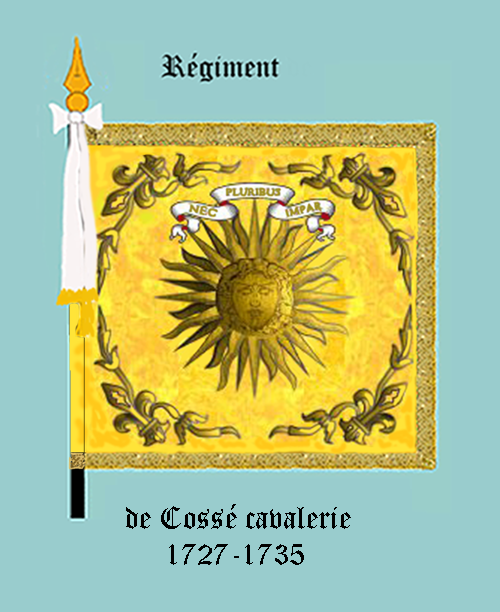
Régiment de Cossé cavalerie
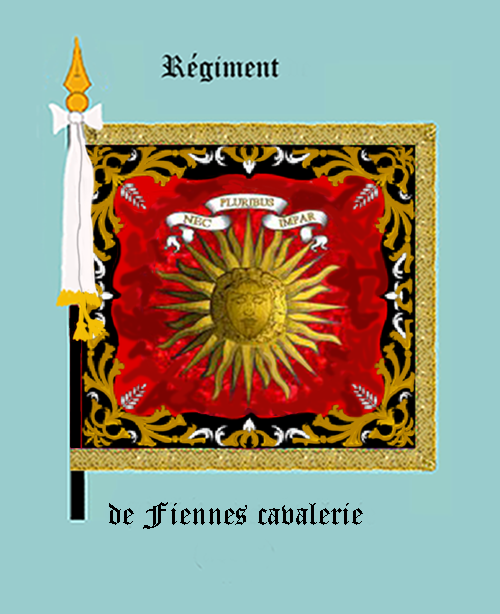
Régiment de Fiennes cavalerie
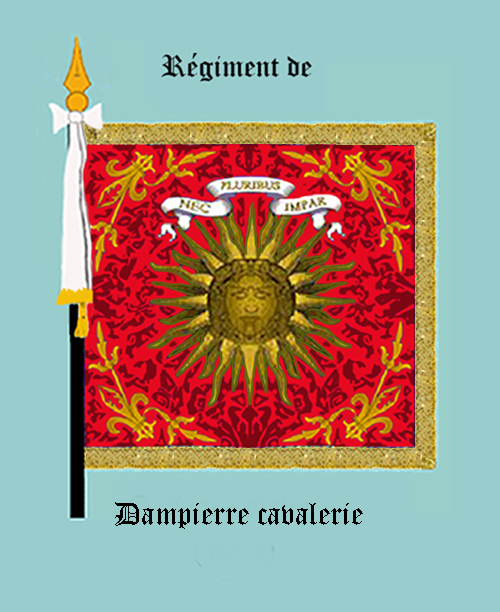
Régiment de Dampierre cavalerie

### Uniformierung

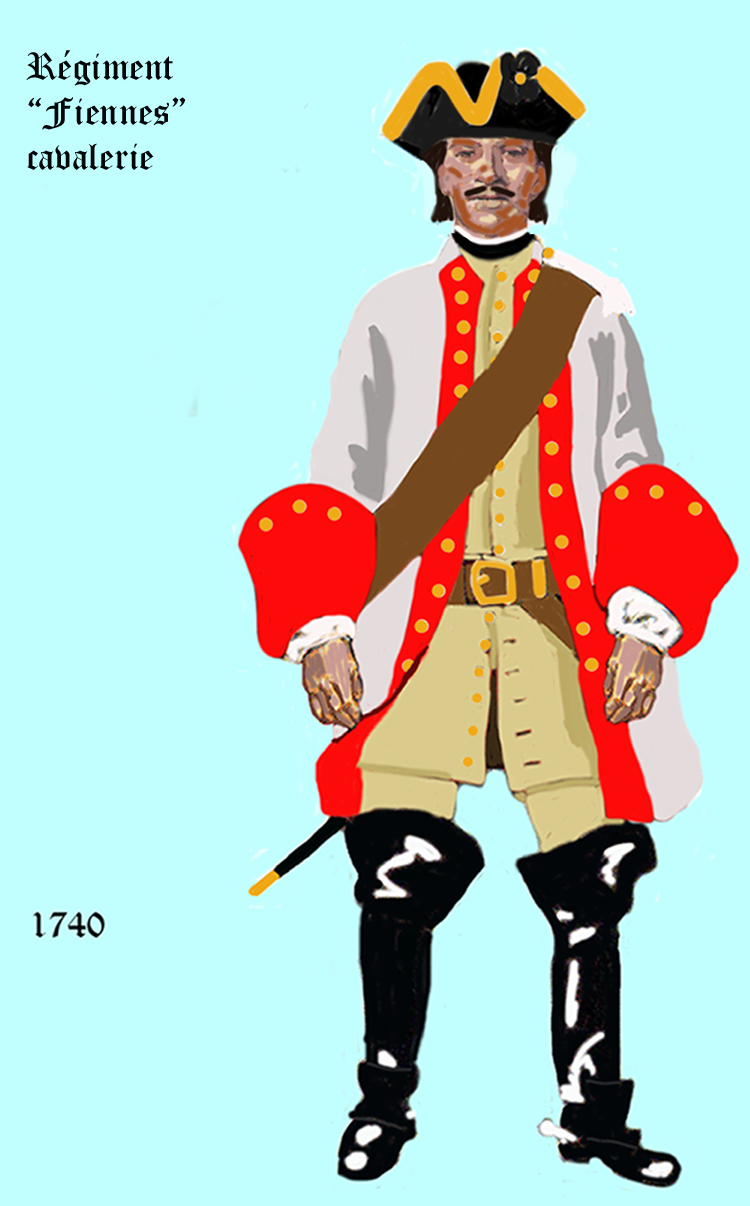
1740 bis 1757
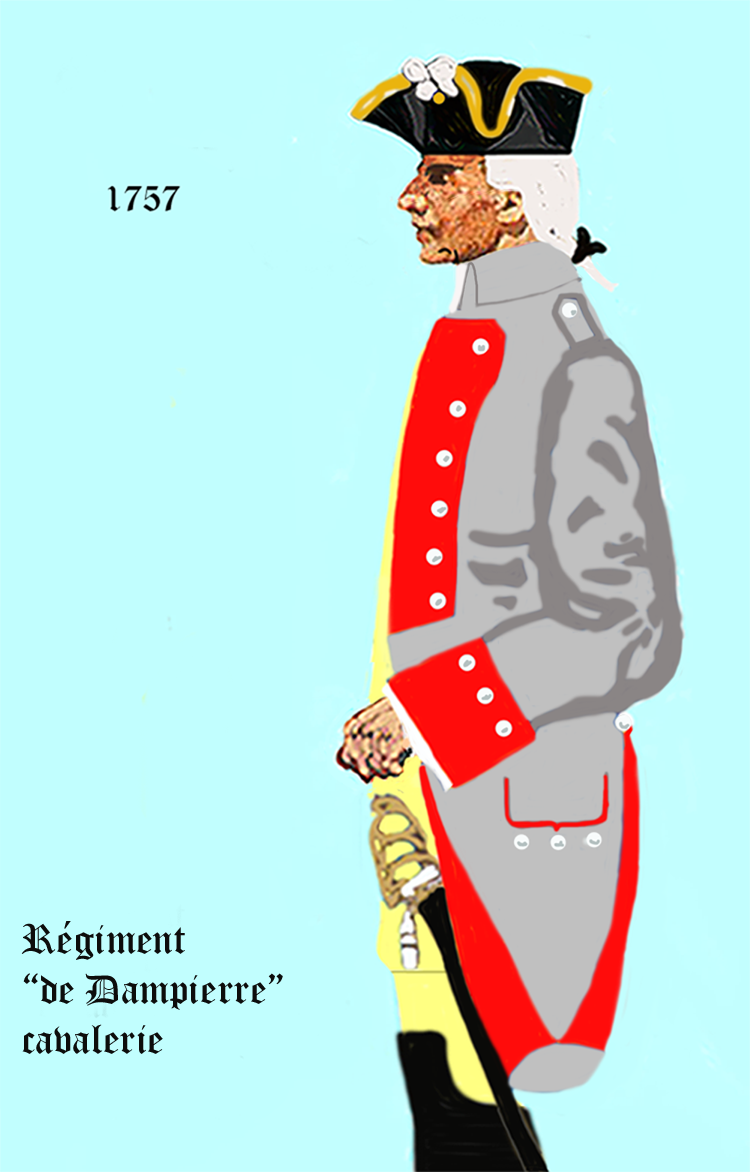
1757 bis 1761

## Geschichte
Das Regiment war in den folgenden Kriegen eingesetzt:
- Holländischer Krieg

1679: Unter dem Maréchal François de Créquy Verfolgung der kurbrandenburgischen Truppen nach Westfalen. Nach der Schlacht bei Minden Beendigung des Krieges.
- Pfälzischer Erbfolgekrieg

Schlacht bei Fleurus
Schlacht bei Neerwinden
- Spanischer Erbfolgekrieg

Schlacht am Speyerbach auszeichnete. Hier wurde der Mestre de camp lieutnant François de Granges
Schlacht bei Höchstädt
1712: Schlacht bei Denain.
- Krieg der Quadrupelallianz
- Polnischer Thronfolgekrieg
- Österreichischer Erbfolgekrieg

Schlacht bei Roucoux
Schlacht bei Lauffeldt
- Siebenjähriger Krieg

Schlacht bei Hastenbeck
Schlacht bei Krefeld
Schlacht bei Minden
1760 Gefecht bei Korbach und Schlacht bei Warburg. Danach nach Flandern kommandiert, wurde das Regiment nach  Friedensschluss aufgelöst, die verbliebenen Reiter in das „Régiment Bourgogne-cavalerie“ eingegliedert.